# 大露羅敏
大露羅 敏（おおろら さとし、1983年4月26日 - ）は、ロシア連邦ブリヤート共和国出身で、山響部屋（入門時は北の湖部屋）に所属した元大相撲力士。本名はАнатолий Валерьевич Михаханов（アナトリイ・ヴァレリエヴィチ・ミハハノフ）。現役時代の体格は身長190.5cm、体重292.6kg、血液型はO型。最高位は東幕下43枚目（2011年11月場所）。
2017年8月22日の健康診断では体重が288kgと測定され、大相撲史上最重量の記録を更新し、更に2018年9月場所前の健康診断では体重が292.6Kgとなり、自身の持つ重量記録を更新した。また、日本相撲協会理事長を務めた北の湖の生前に誰よりも可愛がられ、北の湖が死去するまで14年間という長きに亘って付け人を務めたことでも知られる。

## 来歴

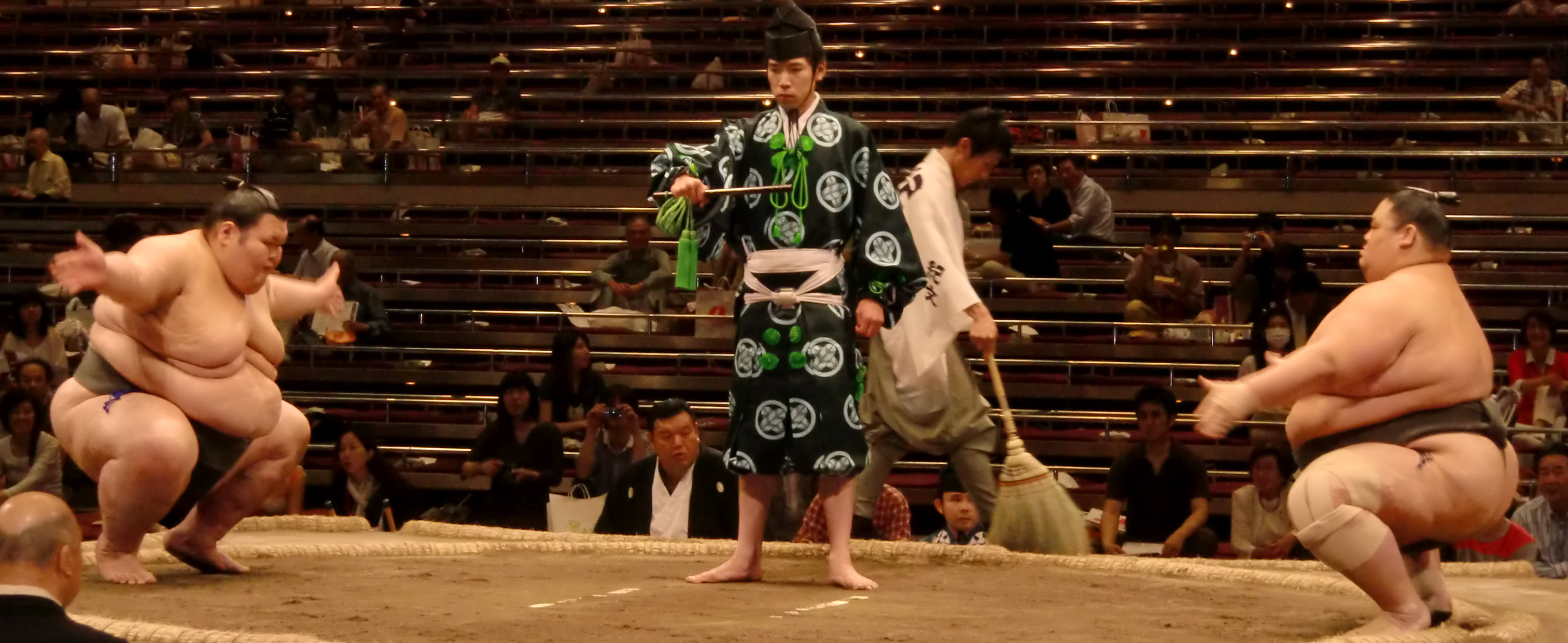

1983年4月26日に当時のソ連で生まれ、幼少期から桁外れの体格だった。8歳の時、初めて大相撲を観戦したことがきっかけで大相撲の世界に憧れ、力士になりたいと思ってはいたが、大相撲への入門の機会が無く力士になれずにいた。16歳の頃には既に200kg近い体重で、オートバイを軽々と持ち上げるほどであり、この噂を聞いた北の湖親方（第55代横綱・北の湖）が大相撲の世界へスカウトし、入門が決まった。史上初のロシア出身力士でもある。出身地のブリヤート共和国はモンゴルの北に隣接し、モンゴル系住民の多い地域であり、大露羅自身、引退後のtwitterでモンゴル系の民族衣装を着て写真を投稿している。
2000年3月場所、17歳で北の湖部屋から初土俵を踏んだ。同期生には龍皇、寶智山、飛天龍らがいる。四股名はオーロラにちなんでポール牧が命名している。下の名前の「満」、後に「敏」は北の湖の本名の下の名前「敏満」から一字をもらった。
角界に勧誘された当初を本人は「『北の湖って誰?』って思っていた」と後に振り返っており、入門後に「こんなにすごい人なんだな、と思った」と北の湖の偉大さを痛感したという。
自ら動かず攻め疲れを待つ相撲を取るがその体重のせいで機敏な動きに難があり、2002年5月場所で三段目に初昇格して以降はほとんどの場所を三段目で過ごしている。2008年1月場所で初めて幕下へ昇格しているが定着できず、三段目での土俵が中心となっていた。
2017年1月31日の健康診断では283.8㎏を記録し、自己最高記録の279.5㎏を更新。「いつも一週間前からダイエットするけど忘れていた」と話し、それでも強気に「（小錦の体重も）ご飯食べれば、すぐ超えちゃうよ」とニヤリ。ちなみに握力は右38㎏、左40㎏。そして、同年8月22日の計測では、自己最高をさらに更新して、ついに小錦の記録を破る歴代新記録の288.8kgと計測された。しかし肝心の戦績は対照的に下降し、同年の9月場所では14年ぶりに序二段に落ちてしまった。2018年8月27日の健康診断では292・6キロを計測し、自身の持つ最重量記録を更新。「運動して（体重を）気にして、これだからね。300キロを超える人はすごいね」と、300キロに迫っていることを、他人事のように話し、また、入門当初から指導を受けた北の湖からの「小錦を超えてみろ。何でも1番になった方がいい」という珍アドバイスの存在も明かしつつ「無理だと思っていたけど自然と超えちゃってたからね」と、笑って話した。
2018年9月場所で引退し、場所後の10月7日にロシアへ帰国した。今後は日本とロシアの間を巡るスポーツイベント関連の仕事に就く予定である。
帰国後、トレーニングやバーニャ（ロシアの蒸し風呂）などで減量に励む姿をTwitterやInstagramで公開している。2019年5月末には60kg減の230kg弱、10月に来日したときの本人Instagramによると、292kgの体重でロシアに戻ったが、山響部屋の体重計で測ったところ198kgであったという。2020年4月時点の本人の報告では190kgになっており、翌5月下旬の報道では185㎏になったと伝えられている。

## エピソード
- 2012年1月場所8日目、この日の三段目の取組で体重差約190kgの対戦が実現した。体重83kgの大原が、現役最重量の当力士と対戦。大原は動き回った末、最後は寄り切られそうになったが、大露羅に勇み足があり、大原の勝ちとなった。
- 2012年1月場所に高見盛がその場所の新関取であった阿夢露の話題を提示されて「大露羅?ちょっと間違えやすいな。」と発言したことがある[18]。
- 2012年に弟の結婚式に出席するためにロシアへ帰郷する飛行機に搭乗した。しかし巨体が祟ってベルトが切れる、トイレに入れない等不便で恥ずかしい思いをしたため再来日直後「僕、もう二度と嫌です」と涙目でその辛さを語っていた。この話題を扱った同じ記事に「箸は爪楊枝、丼は茶碗に見えてしまう」という大露羅の巨漢ぶりを表現する記述も存在する[19]。
- 2001年9月場所12日目の6番相撲で珍手・掴み投げを記録した（平成以降2015年11月場所14日目終了時点で幕内においては記録されていない）。掴み投げは両力士に圧倒的な体格差があって成立する技であり、これも大露羅の巨漢ぶりを示す逸話と言える。
- かつて焼き肉店で最大50人前を注文し、ラーメン丼のご飯を4杯分とラーメン6杯を食べたこともあった。しかし、2017年8月の取材では「昼は食べるけど、夜はあまり食べていない」と摂生していたと言っている。前述の計測で最重量記録を更新した際、もし北の湖が生きていれば「バカ野郎」と言われるだろうと苦笑い[20]。
- みかんが好物で「ダンボール一箱分のみかんを1日で完食した」という話もある。ただし本人はそれについて「噂は噂にしておきましょうよ。僕は化け物じゃない。人間ですから」と答えている。
- 現役最終盤には太り過ぎと体力の低下から土俵を立って踏み上がることができず、這って土俵に上がっており[21]、蹲踞もままならなかった。巨人力士を描いている相撲錦絵師の木下大門は2018年の名古屋場所でその姿を見て、記録に残すために錦絵を描いた。錦絵は同年9月場所初日から販売されたが、幕下以下の力士のグッズ販売を相撲協会が認めず販売中止となった[22]。
- 師匠の北の湖とは、生きていれば定年となる2018年5月まで現役を続ける約束をしていた[23]。北の湖が死去した頃には既に体重をまともに支えられる体ではなくなっていたが、北の湖との約束を守るために現役にこだわった。2015年の師匠の最期まで付け人として世話をし[24]、亡き後もその約束を守って2018年9月場所まで現役を続けた。同年9月21日、現役最後の取組後には土俵に手を合わせていた[25]。
- 北の湖のことは「親父」と呼んでいた。
- 酒も強く、現役時代は「1晩でビール1ケース（500ml×24本）」「北の湖と共に2人で5升の焼酎を飲み干した」という逸話を残した[17]。極度の肥満体であったこともあって汗かきで、飲んでもすぐに汗として流れたため、すぐに酔いが醒めたという。
- 現役当時は高血圧で収縮期が180であり、引退直後はウォーキングにも酸素ボンベが必要なほどであったが、食事を5回に分けて少量ずつ食べる、ジム通いを行う、夜は茹で野菜だけで我慢して夜7時以降は食べ物を口にしない、などのダイエットを引退後に敢行。結果、2020年5月時点では体重が185kgに減少して血圧最高値も130台に下がり、6kmのウォーキングも毎日楽にできるようになった[17]。
- 現役時代「理事長秘書」の異名を取った付け人としての手腕は伊達ではなく、当時理事長であった北の湖を取材しに押し掛ける記者をさばくのが得意であった。北の湖部屋の預かり弟子の白露山の大麻問題に揺れていた時期や北の湖が病気に苦しんでいた時期にその手腕が特に顕著に表れた。
- 北の湖が大露羅を可愛がったのは江戸の華重信の面影を大露羅に感じたためとも伝わるが、真相は不明。因みに江戸の華も大露羅程ではないが同様にあんこで知られていた。

## 主な成績
- 通算成績：376勝382敗12休（110場所）

| | 一月場所 初場所（東京） | 三月場所 春場所（大阪）   | 五月場所 夏場所（東京） | 七月場所 名古屋場所（愛知） | 九月場所 秋場所（東京）   | 十一月場所 九州場所（福岡） |
| --- | ----------------------- | ------------------------- | ----------------------- | --------------------------- | ------------------------- | --------------------------- |
| 2000年 （平成12年） | x                       | （前相撲）                | 東序ノ口20枚目 3–4      | 西序ノ口23枚目 6–1          | 東序二段75枚目 2–5        | 東序二段99枚目 4–3          |
| 2001年 （平成13年） | 東序二段75枚目 3–4      | 東序二段89枚目 4–3        | 西序二段65枚目 3–4      | 西序二段78枚目 3–4          | 東序二段95枚目 6–1        | 東序二段17枚目 3–4          |
| 2002年 （平成14年） | 西序二段35枚目 4–3      | 東序二段14枚目 4–3        | 西三段目94枚目 2–5      | 西序二段16枚目 2–5          | 東序二段50枚目 6–1        | 東三段目85枚目 5–2          |
| 2003年 （平成15年） | 西三段目56枚目 3–4      | 西三段目74枚目 休場 0–0–7 | 西序二段34枚目 5–2      | 西三段目98枚目 2–5          | 西序二段31枚目 5–2        | 西三段目96枚目 4–3          |
| 2004年 （平成16年） | 東三段目74枚目 3–4      | 西三段目89枚目 4–3        | 西三段目70枚目 4–3      | 西三段目52枚目 1–6          | 西三段目92枚目 6–1        | 東三段目34枚目 3–4          |
| 2005年 （平成17年） | 西三段目47枚目 4–3      | 東三段目31枚目 4–3        | 東三段目19枚目 4–3      | 東三段目9枚目 2–5           | 東三段目33枚目 4–3        | 西三段目17枚目 4–3          |
| 2006年 （平成18年） | 東三段目4枚目 2–5       | 東三段目24枚目 2–5        | 西三段目50枚目 5–2      | 東三段目20枚目 2–5          | 西三段目49枚目 5–2        | 東三段目20枚目 4–3          |
| 2007年 （平成19年） | 西三段目7枚目 3–4       | 東三段目24枚目 4–3        | 東三段目10枚目 3–4      | 西三段目22枚目 3–4          | 東三段目38枚目 5–2        | 西三段目13枚目 5–2          |
| 2008年 （平成20年） | 東幕下53枚目 2–5        | 西三段目10枚目 1–6        | 西三段目44枚目 5–2      | 西三段目19枚目 5–2          | 東幕下58枚目 4–3          | 西幕下48枚目 1–6            |
| 2009年 （平成21年） | 西三段目21枚目 5–2      | 西幕下58枚目 3–4          | 東三段目12枚目 5–2      | 東幕下50枚目 3–4            | 西三段目6枚目 1–6         | 東三段目42枚目 3–4          |
| 2010年 （平成22年） | 西三段目59枚目 4–2      | 東三段目43枚目 6–1        | 西幕下55枚目 1–6        | 西三段目27枚目 4–3          | 西三段目14枚目 2–5        | 西三段目36枚目 4–3          |
| 2011年 （平成23年） | 西三段目23枚目 3–4      | 八百長問題 により中止     | 東三段目41枚目 4–3      | 西三段目16枚目 5–2          | 東幕下58枚目 5–2          | 東幕下43枚目 2–5            |
| 2012年 （平成24年） | 西三段目4枚目 1–6       | 西三段目39枚目 3–4        | 西三段目56枚目 5–2      | 西三段目26枚目 3–4          | 東三段目43枚目 5–2        | 東三段目16枚目 2–5          |
| 2013年 （平成25年） | 東三段目42枚目 3–4      | 東三段目57枚目 5–2        | 東三段目29枚目 3–4      | 東三段目43枚目 4–3          | 東三段目30枚目 5–2        | 西三段目5枚目 4–3           |
| 2014年 （平成26年） | 西幕下54枚目 2–5        | 西三段目16枚目 2–5        | 東三段目46枚目 3–4      | 東三段目62枚目 6–1          | 東三段目8枚目 3–4         | 東三段目25枚目 4–3          |
| 2015年 （平成27年） | 西三段目12枚目 4–3      | 東三段目2枚目 2–5         | 西三段目33枚目 2–5      | 西三段目57枚目 5–2          | 西三段目28枚目 2–5        | 東三段目58枚目 4–3          |
| 2016年 （平成28年） | 東三段目40枚目 2–5      | 東三段目70枚目 2–5        | 東三段目94枚目 5–2      | 西三段目59枚目 4–3          | 東三段目41枚目 3–4        | 東三段目57枚目 4–3          |
| 2017年 （平成29年） | 西三段目38枚目 4–3      | 東三段目27枚目 2–5        | 東三段目59枚目 3–4      | 西三段目80枚目 3–4          | 西序二段筆頭 3–4          | 東序二段13枚目 5–2          |
| 2018年 （平成30年） | 東三段目77枚目 0–2–5    | 東序二段28枚目 2–5        | 東序二段61枚目 4–3      | 東序二段35枚目 4–3          | 西序二段12枚目 引退 1–6–0 | x                           |
| 各欄の数字は、「勝ち-負け-休場」を示す。 優勝 引退 休場 十両 幕下 三賞：敢=敢闘賞、殊=殊勲賞、技=技能賞 その他：★=金星 番付階級：幕内 - 十両 - 幕下 - 三段目 - 序二段 - 序ノ口 幕内序列：横綱 - 大関 - 関脇 - 小結 - 前頭（「#数字」は各位内の序列） |                         |                           |                         |                             |                           |                             |

## 改名歴
- 大露羅 満（おおろら みつる）2000年3月場所-2009年9月場所
- 大露羅 敏（おおろら さとし）2009年11月場所-2018年9月場所